# Magyar Szakszervezeti Szövetség
Magyar Szakszervezeti Szövetség (MASZSZ), vormals Magyar Szakszervezetek Országos Szövetsége (MSZOSZ) ist der Landesverband der ungarischen Gewerkschaften mit Sitz in Budapest.
Der Verband wurde im März 1990 etabliert als zentrale Mitgliederorganisation verschiedener Gewerkschaften und vertritt die Interessen der aktiven Arbeitnehmer, Lehrlinge, Arbeitslosen und Pensionäre. 
Die grundlegenden Bestrebungen des Magyar Szakszervezeti Szövetség sind es, die angeschlossenen Gewerkschaften und ihre Mitglieder  in sozialen, wirtschaftlichen und kulturellen Interessen, der breiten Darstellung, Schutz und Durchsetzung der Arbeitnehmerrechte zu unterstützen. Die Organisation deckt das gesamte Land ab.
Der Verband selbst ist an internationalen Organisationen beteiligt. er ist Mitglied der Internationalen Föderation der Gewerkschaften und des europäischen Gewerkschaftsbundes sowie gemeinnütziger Organisationen, wie zum Beispiel des Gewerkschaftlichen Beratungsausschusses (TUAC), der internationalen Labour Organisation (ILO), des Internationalen Arbeiter-Bildungsvereins (IVA) und des European Trade Union College (ETUI-REHS).
Im Dezember 2013 kam es zum Zusammenschluss von Autonóm Szakszervezetek Szövetsége (ASZSZ), Magyar Szakszervezetek Országos Szövetsége (MSZOSZ) und Szakszervezetek Együttműködési Fóruma (SZEF) unter dem Namen Magyar Szakszervezeti Szövetség.